# Triggerpunkttherapie

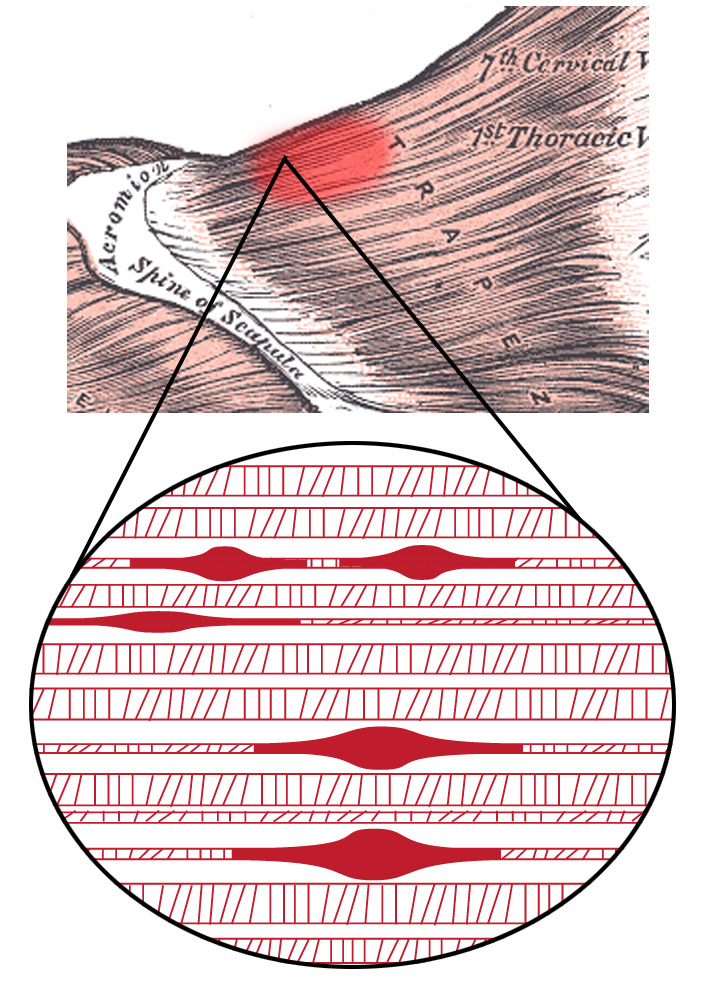
Triggerpunkt im Trapezmuskel

Die Triggerpunkttherapie hat als Ziel die Beseitigung von Schmerzen, die auf sogenannte myofasziale Triggerpunkte zurückgeführt werden. Diese sind lokal begrenzte Muskelverhärtungen in der Skelettmuskulatur, die lokal druckempfindlich sind und von denen angeblich andauernde Schmerzen anderswo im Körper „ausgehen“ können.
So werden beispielsweise myofasziale Triggerpunkte im Schulterblattheber-Muskel (Musculus levator scapulae) und im Trapezmuskel (M. trapezius) als Auslöser von Schmerzen im Nacken und Hinterkopf/Schläfenbereich angesehen. Die therapeutischen Möglichkeiten richten sich hauptsächlich auf die gezielte Normalisierung der permanent kontrahierten Muskelfasern sowie die anschließende nachhaltige Vorbeugung (Prophylaxe) gegen eine Wiederholung, etwa durch die Beseitigung einer ungünstigen Arbeitshaltung. Als Möglichkeiten bieten sich je nach betroffenem Muskel an: spezifische manuelle physiotherapeutische Behandlungstechniken, Behandlung durch Akupressur in Selbstbehandlung, trockene Nadelungen (Dry Needling) des Triggerpunktes mit Akupunkturnadeln oder durch Injektion eines Lokalanästhetikums in den Triggerpunkt, aber auch eine Triggerstoßwellentherapie.
Die Behandlung von Triggerpunkten wird beispielsweise von Ärzten, Physiotherapeuten, Ergotherapeuten oder Masseuren durchgeführt.

## Wissenschaftliche Studienlage
Neuseeländische Forscher kamen in einer Übersichtsarbeit aus dem Jahre 2009 zur Feststellung, dass es kein standardisiertes Schema zur Erkennung der myofaszialen Triggerpunkte gäbe. Literaturdaten würden demnach widersprüchliche Daten zur Erkennung derartiger Punkte aufweisen. Dänische Forscher hatten bereits im Jahre 2008 auf eine ihrer Meinung nach geringe methodische Qualität der Literatur zu den myofaszialen Triggerpunkten hingewiesen. Zur Anwendung von Injektionen an den Triggerpunkten gibt es keinen aus der Literatur ableitbaren sicheren Wirksamkeitsnachweis.
Verspannte Muskelfaserbündel (Hartspann) und Triggerpunkte können auch mit Hilfe von bildgebenden Verfahren der Elastographie dargestellt werden, die Unterschiede zwischen Triggerpunkten und dem umliegenden Gewebe aufzeigen. Diese wurde in wissenschaftlichen Studien durch die Ultraschall-Elastographie (elastografische Sonografie) aufgezeigt, insbesondere durch die Vibrations-Sonografie, bei der zusätzlich zur Doppler- bzw. Duplex-Sonografie eine externe Vibrationsquelle eingesetzt wird. Hartspannstränge können auch durch die Magnetresonanz-Elastographie nachgewiesen werden. Der vermutete Zusammenhang zwischen Triggerpunkten und sogenannten „übertragenen Schmerzen“ andernorts blieb jedoch trotz des Einsatzes von bildgebenden Verfahren vollkommen unklar.
In einer Übersichtsarbeit von 2015 kam eine Arbeitsgruppe zu dem Schluss, dass myofaszial ausgelöste Schmerzen basierend auf Triggerpunkten eine reine Erfindung seien und keine wissenschaftliche Grundlage haben. Daraufhin erschien in der Zeitschrift Journal of Bodywork & Movement Therapies, dem offiziellen Organ verschiedener Therapiegesellschaften einschließlich The National Association of Myofascial Trigger Point Therapists USA, eine umfangreiche Zurückweisung dieser Kritik.

### Wissenschaft
- John Quintner, Milton Cohen: Myofascial pain syndrome: a bogus construct, in: Michael Hutson, Adam Ward (Hrsg.): Oxford Textbook of Musculoskeletal Medicine, Oxford University Press, zweite Ausgabe 2015, ISBN 978-0-19-967410-7, S. 134–142.

### Arbeitsbücher und Ratgeber
- Wolfgang Bauermeister: Schmerzfrei durch Trigger-Osteopraktik – die einzigartige Diagnose- und Heilmethode bei Kopf-, Nacken- und Rückenschmerzen, Schulter- und Knieverletzungen; auch zur Selbstbehandlung. Südwest Verlag, München 2005, ISBN 3-517-06947-7.
- Clair Davies, Amber Davies: Arbeitsbuch Triggerpunkt-Therapie – die bewährte Methode zur Linderung von Muskelschmerzen. Mit einem Vorw. von David G. Simons. Junfermannsche Verlagsbuchhandlung, Paderborn 2008, ISBN 978-3-87387-677-4.
- Roland Gautschi: Manuelle Triggerpunkt-Therapie. Thieme Verlag, Stuttgart u. a. 2010, ISBN 978-3-13-147471-1.
- Janet G. Travell (Hrsg.): Handbuch der Muskel-Triggerpunkte.
  - Teil: Obere Extremität, Kopf und Rumpf. 2., überarbeitete Auflage. Urban & Fischer, München u. a. 2001, ISBN 3-437-41402-X.
  - Teil: Untere Extremität und Becken. Urban & Fischer, München u. a. 2000, ISBN 3-437-41401-1.